# Burnt Oak metróállomás
A Burnt Oak a londoni metró egyik állomása a 4-es zónában, a Northern line érinti.

## Története
Az állomást 1924. október 27-én adták át Burnt Oak (Watling) néven a London Electric Railway részeként. Mai nevét 1950 körül kapta. Napjainkban a Northern line vonatai szolgálják ki.

## Forgalom
| Járat | Útvonal | Gyakoriság     |
| ----- | --- | -------------- |
|       | Edgware – Burnt Oak – Colindale – Hendon Central – Brent Cross – Golders Green – Hampstead – Belsize Park – Chalk Farm – Camden Town (– tovább Kennington vagy Morden felé) | 3-4 percenként |

## Átszállási kapcsolatok
| Állomás   | Átszállási kapcsolatok           |
| --------- | -------------------------------- |
| Burnt Oak | Helyi buszok (Burnt Oak Station) |

## Fordítás
- Ez a szócikk részben vagy egészben  a   Burnt Oak tube station című angol Wikipédia-szócikk fordításán alapul.  Az eredeti cikk szerkesztőit annak laptörténete sorolja fel. Ez a jelzés csupán a megfogalmazás eredetét és a szerzői jogokat jelzi, nem szolgál a cikkben szereplő információk forrásmegjelöléseként.